# Palagonia

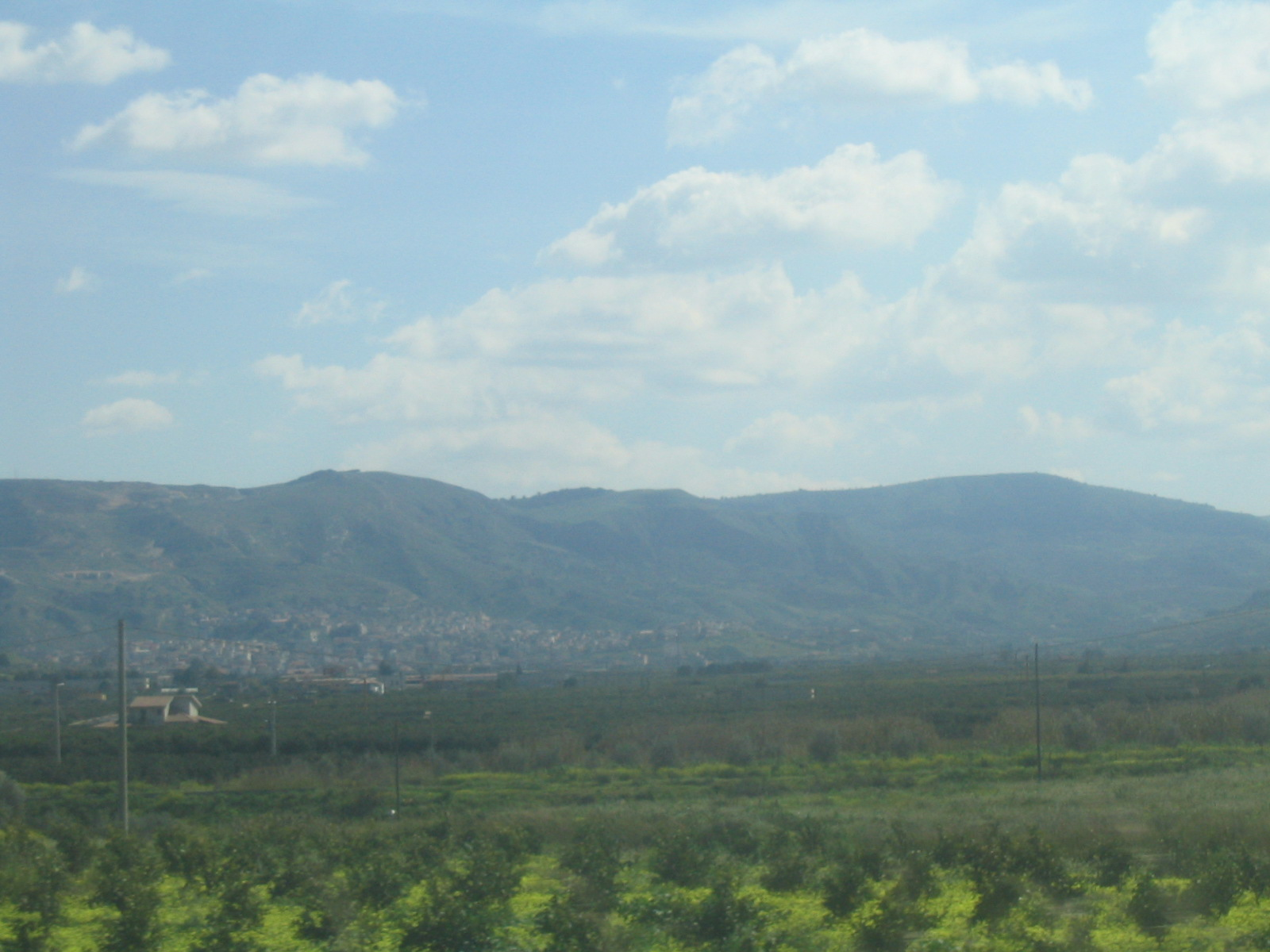
Palagonia

Palagonia is een gemeente in de Italiaanse provincie Catania (regio Sicilië) en telt 16.402 inwoners (31-12-2004). De oppervlakte bedraagt 57,7 km2, de bevolkingsdichtheid is 284 inwoners per km2.

## Geografie
De gemeente ligt op ongeveer 200 m boven zeeniveau.
Palagonia grenst aan de volgende gemeenten: Lentini (SR), Militello in Val di Catania, Mineo, Ramacca.